# Званово
Званово — село в Лотошинском районе Московской области России. Населённый пункт воинской доблести.
Относится к Ошейкинскому сельскому поселению, до реформы 2006 года относилось к Ошейкинскому сельскому округу. По данным Всероссийской переписи 2010 года численность постоянного населения села составила 113 человек (49 мужчин, 64 женщины).

## География
Расположено примерно в 9 км к северо-востоку от районного центра — посёлка городского типа Лотошино. Ближайшие населённые пункты — деревни Круглово, Теребетово и Мармыли. Рядом находится озеро Круглое, протекает река Лобь.

## Исторические сведения
До 1929 года село входило в состав Ошейкинской волости Волоколамского уезда Московской губернии.
По сведениям 1859 года в то время деревне Званово было 14 дворов, проживало 108 человек (51 мужчина и 57 женщин), по данным на 1890 год число душ деревни — 51.
В 1904 году в деревне была основана церковь Серафима Саровского — небольшой кирпичный храм в русском стиле. В 1930-е годы храм был закрыт, а в 1941 году во время Великой Отечественной войны разрушен в ходе боевых действий.
По материалам Всесоюзной переписи населения 1926 года в селе проживало 196 человек (98 мужчин, 98 женщин), насчитывалось 41 хозяйство, имелась школа, располагался Звановский сельсовет.
В селе находится братская могила советских воинов, погибших в годы Великой Отечественной войны 1941—1945 гг.
1 мая 2020 года селу присвоено почётное звание Московской области «Населённый пункт воинской доблести».

## Население
| 1852 | 1859 | 1926 | 2002 | 2006 | 2010 |
| ---- | ---- | ---- | ---- | ---- | ---- |
| 116  | ↘108 | ↗196 | ↘101 | ↘98  | ↗113 |